# Århuskonventionen
Århuskonventionen, eller UNECE's "konvention om adgang til oplysninger, offentlighedens medvirken og klageadgang på miljøområdet", er en multilateral konvention om åbenhed. Konventionen består af en præambel, 22 artikler og 2 bilag. Den blev underskrevet 25. juni 1998 i Århus under ledelse af Svend Auken, daværende dansk miljøminister. Konventionen trådte i kraft 30. oktober 2001. I 2016 var den ratificeret af 47 medlemslande, blandt disse langt de fleste EU-lande, men også lande i Asien. Derudover har EU ratificeret konventionen og indarbejder nu dets principper i lovgivningen (eksempelvis i vandrammedirektivet).
Århuskonventionen giver offentligheden medvirken i beslutningsprocesser om lokale, nationale og internationale miljøsager. Den har fokus på samarbejdet mellem offentligheden og offentlige myndigheder. Den er verdens første internationale konvention om borgernes miljørettigheder. Borgernes miljørettigheder er sikret på tre områder i konventionen: Retten til viden, retten til at deltage og retten til at klage. Konventionen gælder også for EU´s institutioner og organer. De underskrivende lande har tiltrådt, at vedtagelsen af konventionen har som formål "at bidrage til yderligere styrkelse af "Miljø for Europa" -processen og til resultaterne af den fjerde ministerkonference i Århus, Danmark, i juni 1998".

## Indhold
Århuskonventionen er en international aftale, som tilsigter at sikre borgerne i de underskrivende lande adgang til relevant information, især om offentlige virksomheders forhold. Ved at underskrive konventionen garanterer man, at der er gennemsigtighed og åbenhed i vigtige erhvervsmæssige anliggender, hvor miljømæssige rettigheder er involveret.
Formålet er:
"..at leve i et miljø, der er tilfredsstillende for hans eller hendes sundhed og velbefindende, garanterer hver part retten til adgang til oplysninger, offentlig deltagelse i beslutningsprocesser og adgang til klage og domstolsprøvelse i overensstemmelse med bestemmelserne i denne konvention."
Konventionen skal skabe et tillidsfuldt forhold mellem civilsamfundet og regeringerne i de deltagende lande. Den tilsigter at udmønte ideerne om medborgerskab i konkrete anliggender.

### De tre søjler
Århuskonventionen kan opdeles i tre søjler, som hver især sikrer adgang til en
rettighed:
- den første søjle giver ret til adgang til miljøoplysninger
- den anden søjle giver ret til deltagelse i beslutningsprocesser
- den tredje søjle giver adgang til klage og domstolsprøvelse.

### Væsentlige principper
Konventionen omtaler vigtigheden af, at NGO'er inddrages i beslutningsprocesserne. EU er ansvarlig for at den implementeres ikke blot i medlemslandene, men også i EU's institutioner.
Borgernes adgang til klager på miljøområdet skal under hensyntagen til den nationale lovgivning og EU's regler, respekteret, hvis offentligheden føler sine rettigheder krænket med hensyn til adgang til relevante oplysninger om miljømæssige forhold.
Generalsekretæren for De Forenede Nationer skal ifølge konventionen fungere som depositar.

### Compliance-komiteen
Compliance -komiteen behandler sager om overtrædelse af konventionen fra konventionens parter, sekretariat og offentligheden. De 9 medlemmer vælges af konventionens parter, men skal efter udnævnelsen arbejde uafhængigt af disse. Komiteens udtalelser er imidlertid ikke juridisk bindende, men for EU's medlemslande og institutioner er EU-domstolen den overordnede juridiske instans, som skal sikre, at EU-retten bliver fortolket ensartet i EU.

## Implementering
Almatyerklæringen er et dokument, hvor vigtigheden af implementering og overholdelse af Århuskonventionen kædes sammen med protokollen om registrering af forurening fra enkeltvirksomheder (PRTR-protokollen). Europa-Parlamentets og Rådets direktiv 2003/4/EF om offentlig adgang til miljøoplysninger og om ophævelse af Rådets direktiv 90/313/E0F var en konsekvens af Århuskonventionen og blev gennemført i dansk ret med ændringer i Miljøoplysningsloven ved lov nr. 310 af 2. maj 2005. EU har selv gennemført konventionen i forhold til sine egne institutioner med Europa-Parlamentets og Rådets forordning nr. 1367/2006 af 6. september 2006.
Hovedpunkterne i implementeringsprocessen er:
- Oprettelse af elektroniske forureningsregistre
- Offentlighedens deltagelse i beslutningsprocesser vedrørende GMO ér
- Adgang til klage og domstolsprøvelse på miljøområdet
- Anvendelse af elektroniske informationsværktøjer
- Offentlighedens deltagelse i internationale fora

## Deltagerlandene
Deltagerlandene er forpligtede til at aflevere rapporter om den nationale procedure for implementering af konventionen.
Den første ratificering fandt sted i Kyiv, hvor 36 lande den 21. maj 2003 på et ekstraordinært part-møde under Århus-konventionen underskrev aftalen, ligesom den blev ratificeret af EU. De lande, der oprindeligt underskrev er:
Tyskland, Frankrig, Italien, Belgien, Nederlandene, Luxembourg, Danmark, Irland, Storbritannien, Grækenland, Spanien, Portugal, Østrig, Finland, Sverige, Tjekkiet, Estland, Cypern, Letland, Litauen, Ungarn, Polen, Slovenien, Armenien, Bosnien-Herzegovina, Bulgarien, Kroatien, Georgien, Norge, Moldova, Rumænien, Serbien og Montenegro, Schweiz, Tajikistan, Makedonien og Ukraine.

## Betydning
Christian Friis Bach, undergeneralsekretær og leder af FN's økonomiske kommission for Europa, anser Århuskonventionen for at være et stort fremskridt på flg. områder:
"..borgeres ret til information om miljø og forurening, retten til at deltage i beslutninger, der påvirker miljøet, og retten til at føre en retssag, hvis man påvirkes negativt af forurening eller miljøforringelser." Han påpeger, at konventionen er udviklet i UNECE, at den er helt afgørende i indsatsen for miljøforbedringer, og at den ikke - som ofte fejlagtigt antaget- er fostret i EU.
I Danmark er offentlighedsloven, lov nr. 606 af 12. juni 2013, til dels en konsekvens af den danske tilslutning til Århuskonventionen. Loven giver på en række områder borgerne lettere adgang til aktindsigt, men regler for "undtagelse af oplysninger efter en konkret vurdering" skabte en livlig debat og kritik af lovens åbninger for at undlade aktindsigt i en række sager. Folketingets ombudsmand har foretaget en række vurderinger af sådanne sager, blandt andre et dokument vedrørende den danske stats salg af aktier i DONG Energy A/S til Goldman Sachs. De fleste afslag er givet til journalister, der har søgt aktindsigt, hvilket har medført, at Danske Medier har udtalt sig kritisk om loven.